# 아스투리아스 여공상
아스투리아스 여공상(아스투리아스어: Premios Princesa d'Asturies)은 이전에 1981년부터 2014년까지 아스투리아스 공상(스페인어: Premios Príncipe de Asturias)으로 불렸던 스페인의 연례 상이다. 스페인의 아스투리아스 여공 재단이 과학, 인문학, 공무 분야에서 주목할만한 성과를 낸 전세계의 개인, 단체 또는 조직에게 상을 수여한다.